# Giant Steps
『Giant Steps』（ジャイアント・ステップス）は、大江千里12枚目のオリジナル・アルバム。
1994年2月28日にEpic/Sony Recordsから発売。規格品番はESCB 1500。

## 内容
前作『六甲おろしふいた』から1年3か月ぶりのアルバム。
先行シングル「雪の別れ」「maybe tomorrow」の2曲はアルバム・ヴァージョンで収録。
ピクチャーCDレーベル仕様。

## 収録曲
全曲作詞・作曲：大江千里，編曲：清水信之（1.4.5.7.8.9.），佐橋佳幸（2.3.6.10）
1. 今日のきみに贈る歌
2. RADIO
3. 雪の別れ -Giant Steps Version-
4. ある雨の朝
5. I LOVE YOU
6. さんざん降ってた、さんざん泣いてた
7. 罪と罰
8. 出来もしない約束
9. きみを求め続けるかぎり
10. maybe tomorrow -Giant Steps Version-

### SonyMusic
- Giant Steps  –  ディスコグラフィ